# Live Oak, Florida
Live Oak är en stad (city) i Suwannee County, i delstaten Florida, USA. Enligt United States Census Bureau har staden en folkmängd på 6 918 invånare (2011) och en landarea på 19,6 km². Live Oak är huvudort i Suwannee County.